# تركمان (خطيرجي)
تركمان هي بلدة في مقاطعة خطيرجي في ولاية نواوي في أوزبكستان.